# Rivierstroomwormpje
Het rivierstroomwormpje (Nais behningi) is een ringworm uit de familie van de Naididae. De wetenschappelijke naam van de soort werd in 1923 voor het eerst geldig gepubliceerd door Michaelsen.